# Plectrocnemia levanidovae
Plectrocnemia levanidovae is een schietmot uit de familie Polycentropodidae. De wetenschappelijke naam van de soort werd voor het eerst geldig gepubliceerd door Vshivkova, Arefina en Morse in 2003.

## Voorkomen
De soort komt voor in het Palearctisch gebied.